# Wolfgang Wegener
Wolfgang Wegener, född 16 september 1875 i Stettin, död 29 oktober 1956 i Berlin-Zehlendorf, var en tysk sjömilitär och skriftställare.
Wegener började som kadett  i tyska flottan 1894. Han tjänstgjorde under första världskriget på olika kryssare. Han befordrades till konteramiral år 1923 och utsågs till inspektör för sjöartilleriet i Wilhelmshaven år 1926.
Wegener analyserade erfarenheterna från första världskrigets sjökrig. Tyskland förfogade bara över en kort kuststräcka vid Nordsjökusten. Denna var relativt grund, vilket gynnade minkrigföring. Brittiska flottan kunde därför stänga in den tyska i sina baser. Wegeners tes var att ett framgångsrikt sjökrig mot Storbritannien krävde tillgång till baser i Norge, där de djupa vattnen gjorde det svårare att minera samt att avstånden till de engelska baserna blev kortare. Han publicerade under sin tid i flottan ett flertal interna artiklar om detta. År 1929 publicerade han sina slutsatser i boken Die Seestrategie des Weltkrieges.